# 熊行者
熊行者（Seekers）是一部由一群英國作家以笔名艾琳·杭特（Erin Hunter）共同写作的一系列奇幻文學和动物小说，由於艾琳·杭特的另一作品《貓戰士》廣受好評，於是出此作品。

## 劇情
主軸環繞著北極熊卡莉、黑熊露莎、棕熊托克羅和一隻身分成謎的小熊烏朱拉，這四隻小熊之所以在覓食及打獵技巧尚未成熟的時期就必須獨自流浪，其實都與環境變遷有關──北極熊卡莉是因為全球暖化、海冰提早融化所致。黑熊露莎的爸爸因人類過度砍伐森林，導致熊族棲地不足、被迫靠近人類居住的地方，才被抓到動物園裡，也因此露莎自小即渴望回到野地探險。而人類過度捕撈鮭魚使得漁源枯竭，導致棕熊托克羅的媽媽覓食困難，孩子也接二連三地夭折，不願再承受失去孩子的痛苦，她選擇將托克羅趕離自己身邊。作者在描寫這三種熊及牠們的冒險故事時，不僅完全扣著牠們的生活習性來寫，也深刻地呈現出牠們現在的族群處境。

## 熊行者首部曲：新生代
熊行者一部曲“新生代”主要讲述了北極熊卡莉、黑熊露莎、棕熊托克羅和一隻身分成謎的小熊烏朱拉，歷經惡劣環境與驚險事件的考驗，一起去尋找熊族共同的夢土：傳說中「沒熊知道」的地方。 

### 熊族出任務
熊族出任務（The Quest Begins）

### 前進大熊湖
前進大熊湖（Great Bear Lake）

### 勇闖煙燻山
勇闖煙燻山（Erin Hunter）

### 終極大荒野
終極大荒野（The Last Wilderness）

### 舞動火焰天
舞動火焰天（Fire in the Sky）

### 追尋指路星
追尋指路星（Spirits in the Stars）

## 後續發展
艾琳·杭特表示：「熊行者將會一直出下去，可能到二部曲，可能到三部曲，直到他們真正回惘，就跟貓戰士一樣。」

## 角色介紹
- 卡莉

一隻小北極熊，他和雙胞胎弟弟、媽媽一起住在海浮冰上，雖然年紀還小，但她已能隨媽媽在海豹的呼吸洞外埋伏，學著打獵。她有著北極熊族的超強嗅覺，可以聞到數個天空長之外的海豹和冰雪等氣味，有毛的腳底也能幫助她在冰原上行走自如。
- 露莎

一隻小黑熊，露莎和爸爸媽媽、朋友一起住在「熊碗公」裡，最愛的食物是水果，尤其是藍莓。一身全黑的毛是她與熊碗公裡的其他黑熊最大的差別。自從爸爸金恩教會露莎怎樣爬樹後，她就很愛爬到熊樹最頂端的枝椏朝四周眺望。扁臉來探望她的時候，她偶爾也會跳舞逗牠們開心一下。
- 托克羅

一隻小棕熊，他自從和媽媽、雙胞胎弟弟離開「出生窩」之後，一家三熊就在山谷的「黑路」旁遊走，除了吃苔蘚和蒲公英的根，他們也會追獵兔子和松鼠，托克羅很想要越過山陵到鮭魚大河去抓魚，簡直快等不及了，但目前他還只能利用樹枝練習捕魚的技巧。
- 烏朱拉

一隻身分成謎的小熊，個兒比托克羅小，不大會打獵，卻獨自在野外闖蕩，而且連自己從哪裡來的都不記得了。然而這隻小熊卻說，為了一個說不清楚的原因，他必須跟著天上最亮的那顆星星不停地往前走。
- 扁臉族

這種動物用兩條後腿走路，前腳掌有五個分岔可以抓握小東西，頭頂有一撮毛（某些連臉上都有毛），身上可穿脫的皮有很多種顏色。熊族通常稱牠們為「扁臉」、「無爪」，俗稱作「人類」。